# 杉山美由希
杉山 美由希（すぎやま みゆき　1994年6月1日 - ）は中国出身で日本国籍のバスケットボール選手。帰化前の中国名は李明陽。

## 来歴
中国吉林省長春で生まれた。10歳でバスケットボールをプレーし始めた。2010年7月にはU-17中国代表として世界選手権に出場した。北京市の首都体育学院附属競技体育学校在籍時にシャンソン関係者にスカウトされ2010年10月に来日した。
2011年1月にシャンソンの杉山明宏部長の養子となり2012年4月に日本国籍を取得し、5月にシャンソンに選手登録した。杉山は登録時点でリーグ所属選手の中で最長身であった。
中国バスケットボール協会は杉山が16歳でシャンソンに入社したことを問題視しており、18歳未満の選手の海外移籍を禁止する国際バスケットボール連盟の規定に違反しているとして移籍に必要な手続きを拒否している。日本バスケットボール協会は2012年7月に選手登録を取り消した。杉山は2012年シーズンに出場できなかった。
日本バスケットボール協会は国際バスケットボール協会に、杉山が国際大会で日本代表としてプレーできるか、国内リーグでプレーできるかの二点について裁定を求めた。既に日本国籍を取得した選手を長期間に渡りプレー出来ない状態にさせた日本協会の決定については人権侵害であると批判する者もいた。杉山は日本オリンピック委員会に異議申立てをおこない登録問題の早期解決と、JOCによる日本協会への指導を求めた。シャンソンの杉山明宏部長は、この問題に関して日本バスケットボール協会の高橋雅弘女子強化部長を2012年に名誉毀損で刑事告訴している。国際バスケットボール連盟は、日本協会が罰金2万5000スイスフラン（約250万円）、シャンソンが中国協会に2万スイスフラン（約200万円）の補償金を支払う条件で、杉山の選手登録を認める決定を下した。また21歳になった際に日本・中国の両協会が合意すれば、日本代表としてプレーできるとした。日本協会とシャンソンはこの決定を受け入れる予定である。
2013-14シーズンから2015-16シーズンまでプレーしたが、2016-17シーズンは退団の発表も無く、HPの選手一覧から削除されている。

## 参照
1. ↑  http://www.asahi.com/sports/intro/TKY201207130463.html
2. ↑  http://www.jiji.com/jc/zc?k=201212/2012121201062&g=spo
3. ↑  http://www.yomiuri.co.jp/sports/news/20130306-OYT1T01118.htm?from=ylist
4. ↑  https://www.nikkansports.com/sports/news/p-sp-tp0-20130306-1093816.html
5. ↑  https://web.archive.org/web/20130320041421/http://www.yomiuri.co.jp/sports/news/20130316-OYT1T01034.htm